# Ель-Мушаннаф
Ель-Мушаннаф (англ. Al-Mushannaf, араб. المشنف) — поселення в Сирії. Містечко є центром друзької общини в нохії  Ель-Мушаннаф, яка входить до складу однойменної мінтаки Ес-Сувейда в південній сирійській мухафазі Ес-Сувейда.